# Judah Loew ben Bezalel
Judah Loew ben Bezalel, född omkring 1520, död 17 september 1609, var en betydelsefull rabbin och mystiker, verksam i Prag. Om Loew finns många anekdoter och historier sammanställda. Mest känd är berättelsen om hur han skapade lerfiguren Golem för att beskydda Prags judar.
Rabbi Loew (även Löw' eller Lööw) var även känd för sina utläggningar av Talmud och flera av dessa texter är bevarade. Han är begraven i den judiska stadsdelen Josefov där hans grav fortfarande finns kvar.

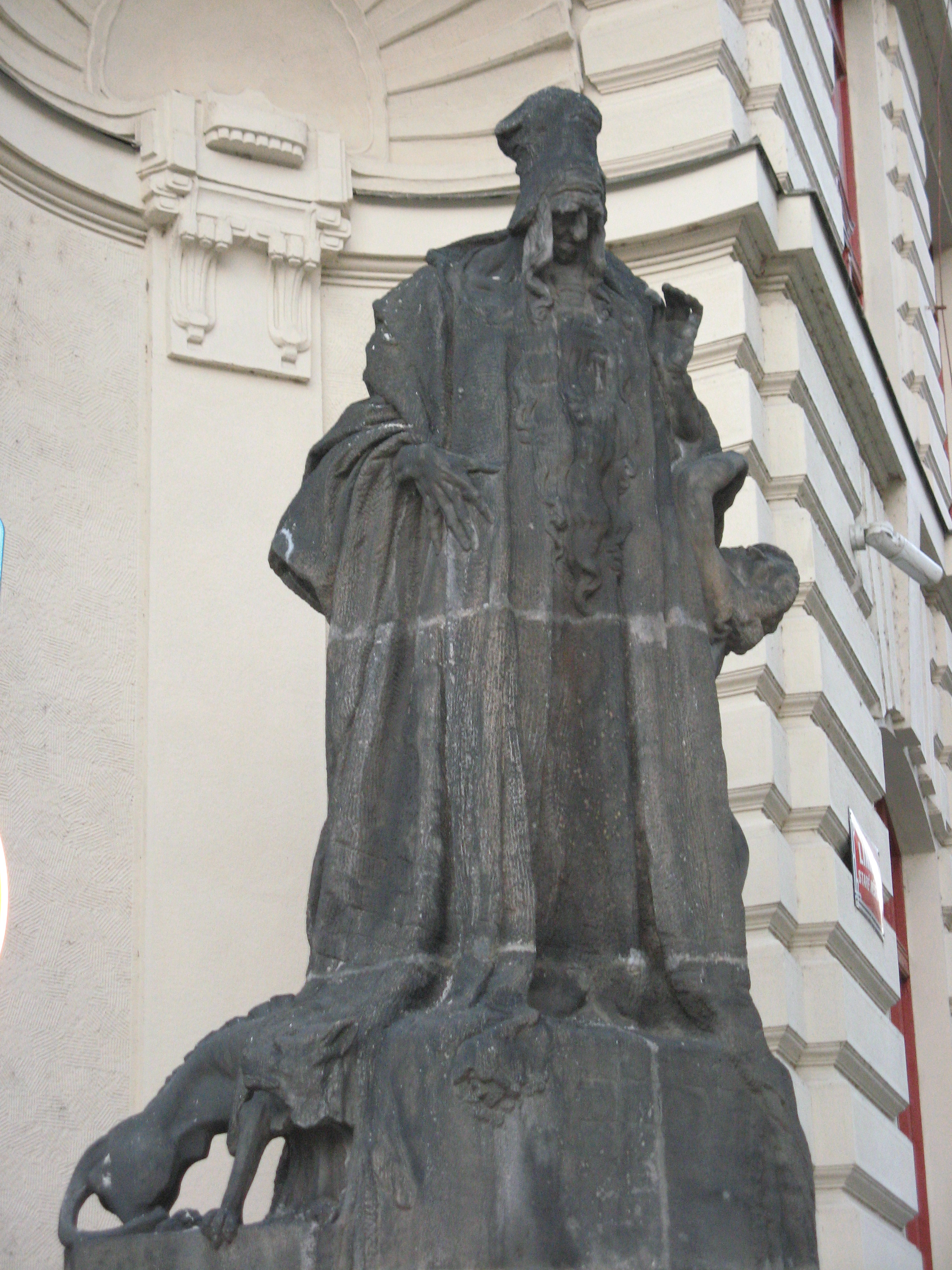
Staty av Rabbi Loew i centrala Prag.
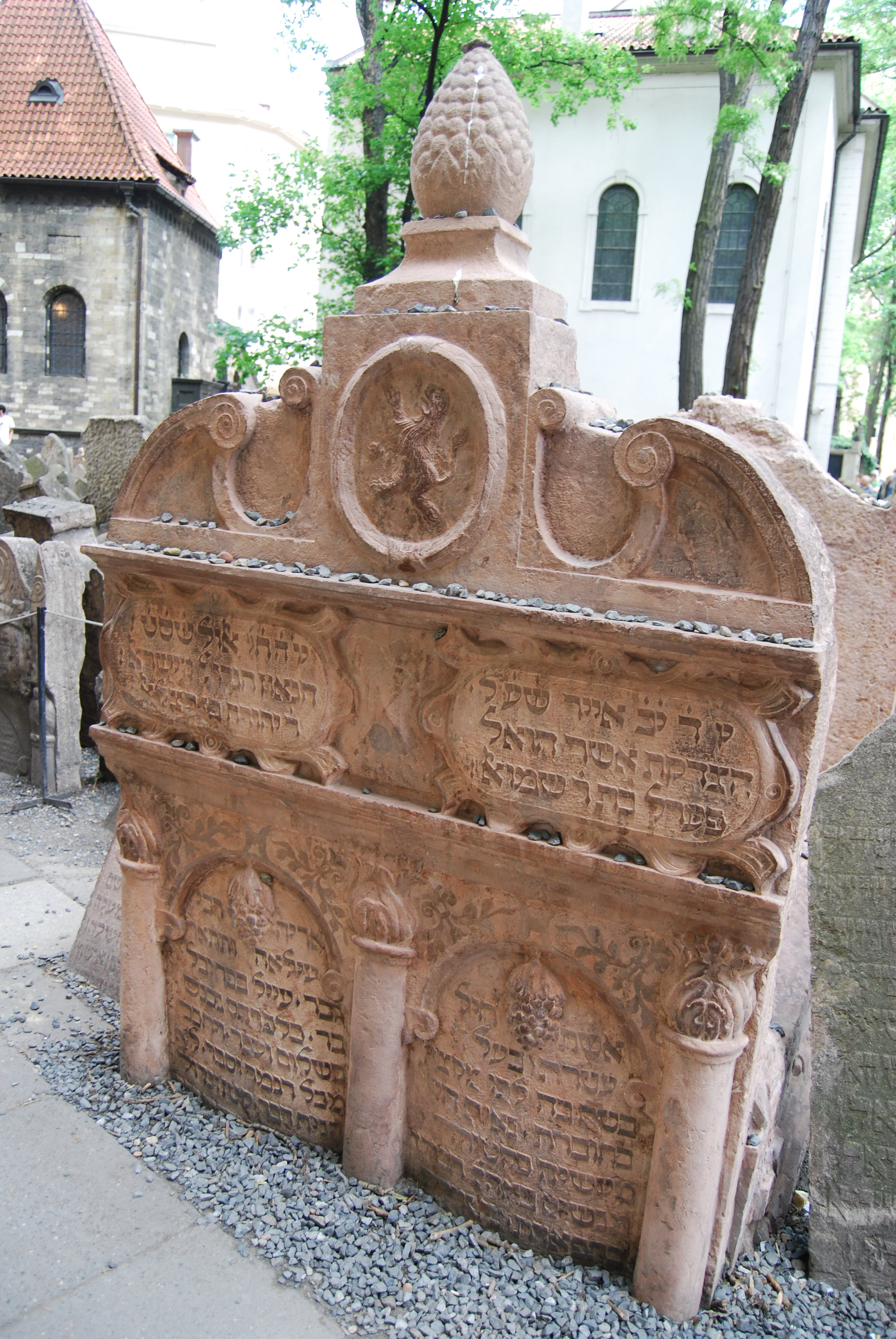
Rabbi Loews gravsten på den gamla judiska kyrkogården i Prag.

## Namn
Judah Loew ben Bezalels namn Loew eller Löw' – av det tyska Löwe, "Lejon" (jämför jiddisch-namnet Leib av samma härkomst) – är ett substitut för det judiska Juda[h] eller Jehuda / Yehuda, då detta namn – ursprungligen av Juda stam – traditionellt är associerat med ett lejon. I Första Moseboken kallar patriark Jakob sin son Juda för Gur Aryeh, ett "ungt lejon" (1. Mose. 49:9), när han välsignar honom.